# William Walter Walden
William Walter Walden (bl. 1920er und 1930er Jahre) war ein englischer Fußballschiedsrichter.

## Werdegang
Walden debütierte am 26. Dezember 1927 bei der Partie des FC Everton gegen Cardiff City, die im Goodison Park 2:1 für die Gastgeber endete, in der First Division.
Zweimal leitete Walden ein Finalspiel im Mitropapokal: 1934 im Wiener Praterstadion das Hinspiel zwischen dem SK Admira Wien und der AGC Bologna (3:2) und 1935 im Üllői út in Budapest das Hinspiel zwischen Ferencváros Budapest in Sparta Prag, in dem sich die Hausherren gegen den späteren Pokalsieger mit 2:1 durchsetzten.
Walden war bis mindestens 1936 als Schiedsrichter aktiv.